# Histoire de la Carélie

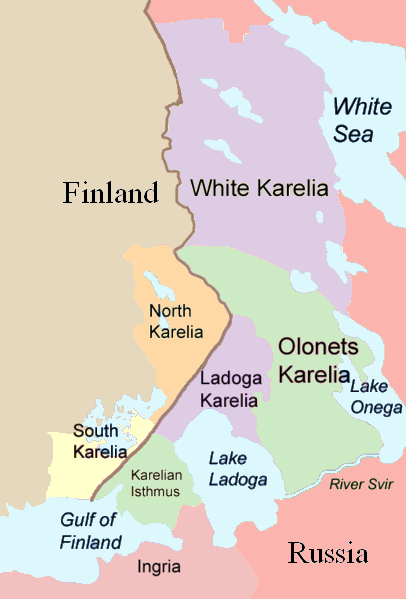
Régions de la Carélie historique.

La présence du peuple carélien remonte au VIIe et VIe millénaires av. J.-C.. La région elle-même est riche en poissons, lacs et minéraux, et c'est pour cette raison qu'au cours de l'histoire, elle a changé de min, jusqu'à aujourd'hui divisée entre la république de Finlande et la fédération de Russie, avec du côté russe la république de Carélie.

## Préhistorique

### Mésolithique
Jusqu'à la fin du paléolithique, la région était recouverte par des calottes de la dernière période glaciaire. Mais entre le XIIIe et le XIe millénaire av. J.-C., la glace s'est mise à fondre rapidement avec le réchauffement de la planète. Toutefois, ce n'est qu'à partir du IXe millénaire av. J.-C. que la Carélie s'est libérée complètement des glaces. Les premiers hommes auraient pénétré dans ces nouvelles contrées à ce moment-là, cependant aucune trace n'a été découverte.
Les premières traces de l'être humain connues remontent aux VIIe et VIe millénaires av. J.-C. en Carélie, lors de la période Mésolithique. Les principales occupations de ces premiers peuples étaient la pêche et la chasse. Les premiers outils, pour la pêche et la chasse, étaient fabriqués en bois, en os et en pierre. De nombreux sites préhistorique en Carélie ont été découverts, et de nouveaux sont découverts chaque année. Parmi les sites se trouvent ceux de Medvejiegorsk, d'Outre-Onega, de Kalevala, de Sortavala, de Kostomoukcha et d'autres.
Le nombre de sites est si importants qu'il est présumé que les rives du Ladoga, de l'Onega, de la mer Blanche et d'autres territoires de Carélie étaient des lieux de prédilection pour les anciennes tribus. Le climat à cette époque était de 3 à 4°C plus élevée en été, avec des forêts de feuillus et mixtes. Cela favorisait une abondance de proies pour les anciennes tribus, et permettant ainsi d'importantes populations. Les tribus utilisaient le réseau hydrologique très important pour parcourir le territoire. Il se pourrait que la population de la Carélie à cette époque s'élevait à plus de 40 000 personnes. Il resterait d'ailleurs encore un grand nombre de sites à découvrir.
Les anciens Caréliens pratiquaient les rites d'inhumations, similaires à ceux pratiqués par les Néandertaliens. Près de l'île de Kiji se trouve l'île d'Ioujny Oleny, où un grand nombre de sépultures ont été retrouvées, datant selon la datation au carbone 14 d'entre 6320 et 5640 avant l'ère chrétienne : 177 sépultures et plus de 7000 objets y ont été découverts, avec des défunts souvent sur le dos, orientés vers l'est généralement. Les personnes étaient d'Europe de l'Est avec néanmoins des traits mongoloïdes.

### Du Chalcolithique à 500

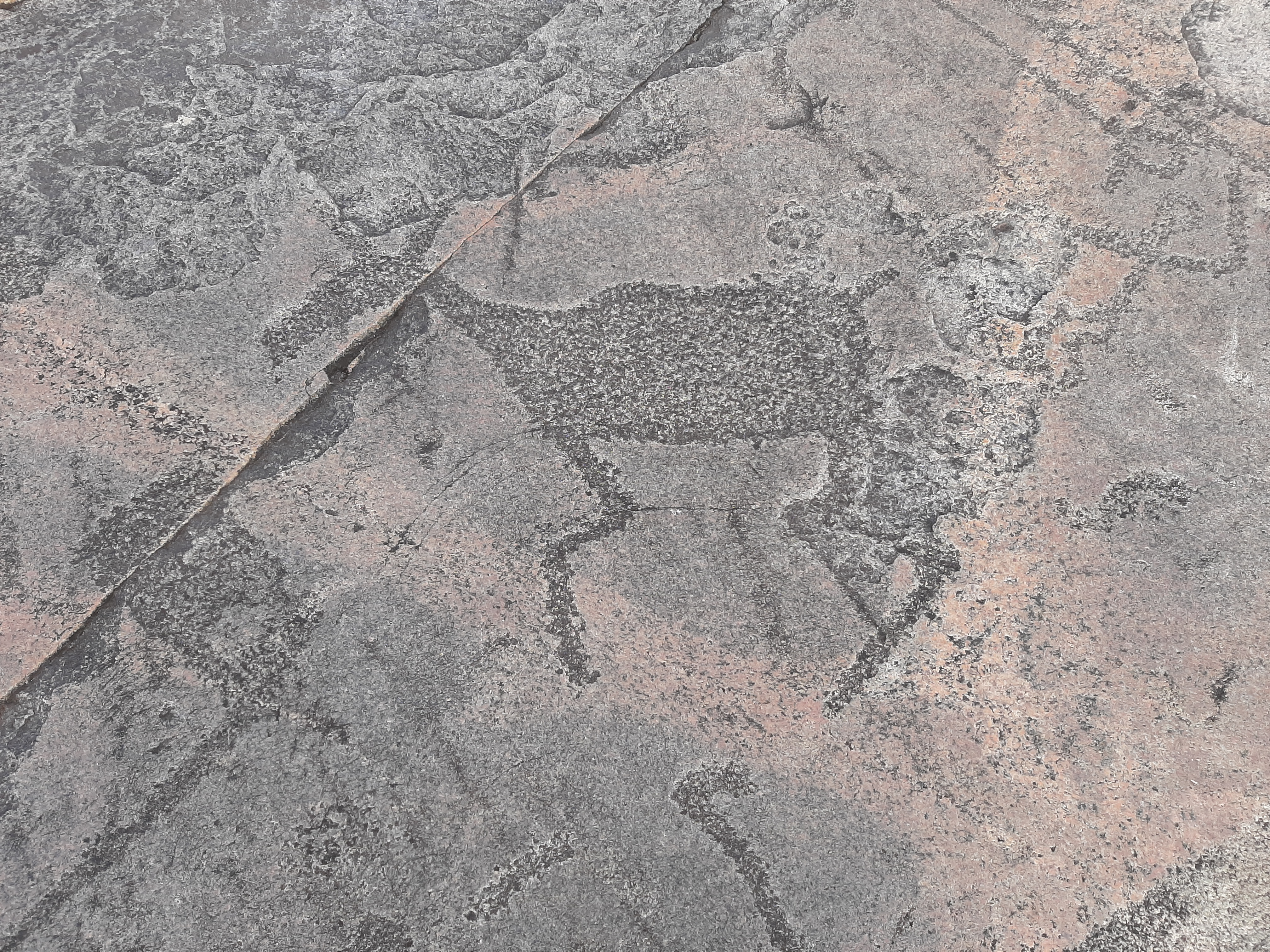
Pétroglyphes du lac Onéga.

La rivière Vuoksi a été créée il y a environ 6 000 ans lorsque les eaux du Saimaa ont franchi la crête de Salpausselkä. Les ancêtres des Caréliens et des Finnois ont traversé la mer Baltique depuis l'Estonie jusqu'en Finlande entre 1 500 et 1 300 av. J.-C..
Aux IVe et IIIe millénaires av. J.-C., des tribus ont gravés sur leurs roches leurs empreintes, avec les pétroglyphes de la mer Blanche d'une parte et les pétroglyphes du lac Onéga d'autre part. La plupart des pétroglyphes représentent des figures zoomorphes et des objets. Entre le milieu du IIIe et le milieu du Ier millénaire av. J.-C., des spirales de pierre, appelés parmi les archéologues russes les « labyrinthes du Nord » ont été construits. Il est présumé que ce sont les proto-Sames qui auraient construit ces sites. Leur but n'est pas connu, peut-être ayant été des sépultures, des sites pour les rituels ou des calendriers. Parmi ces labyrinthes se trouvent ceux de l'île d'Olechine au large de Kem et lui de Krasnaïa Louda.
La Carélie est l'une des rares régions d'Europe où se trouve du cuivre natif. C'est pourquoi les Caréliens furent parmi les premiers peuples de Russie à utiliser le minerai. Le Chalcolithique commence en Carélie à la fin du IIIe millénaire av. J.-C., bien qu'un site près du village de Pegrema confirme que des mines étaient exploitées au IVe millénaire av. J.-C., faisait du site les plus anciennes traces de transformation du cuivre en Europe. Cependant, la transformation du cuivre n'a jamais atteint un niveau élevé, et ainsi n'a jamais abouti à un âge de Bronze. L'exploitation di cuivre s'est arrêtée au IIe millénaire av. J.-C., tandis que deux cultures archéologiques sont arrivées en Carélie. La première, la culture de Sperrings, venait de Finlande, tandis que la culture de la céramique au peigne est venue du sud-est de la Carélie.
Au Ier millénaire av. J.-C., les peuples de Carélie ont commencé à pratiquer l'élevage et l'agriculture. Le métal a de nouveau été exploité, particulièrement le minerai de fer des tourbières de la région. L'âge du fer a permis aux Caréliens d'avoir des meilleurs outils pour la chasse et la pêche. Surtout, cela a permis aux Caréliens d'abattre des zones forestières pour les transformer en zones arables. L'Âge du fer termine en Carélie au IVe siècle.
À la fin du Ier millénaire av. J.-C., la Carélie était peuplée de tribus finno-ougriennes. Sur l'isthme de Carélie et au nord du Ladoga vivaient les Korela (ancien nom des Caréliens), les Vepses entre le Ladoga et l'Onega, et au nord les Samis.

## Moyen Âge

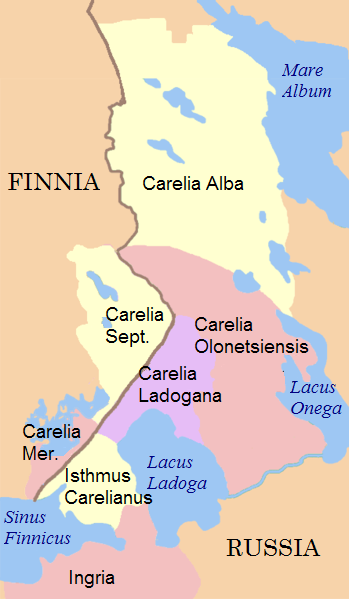
Régions de Carélie

### Formation des Caréliens
Au début du Moyen Âge, les colons de l'ouest de la Finlande se sont mélangés à la population locale pour former le groupe ethnique carélien. Les Caréliens sont considérés comme s'étant formé en une culture à la fin du Ier millénaire. Une éventuelle migration venue d'ailleurs peut également avoir contribué à la composition ethnique carélienne. Les Caréliens formèrent au IXe siècle un vaste territoire allant du sud-est de la Finlande au Ladoga et à l'Onega.
Les preuves archéologiques indiquent que l'habitation carélienne était la plus élevée le long de la rive ouest du lac Ladoga et de l'isthme carélien, avec de multiples cimetières et autres découvertes archéologiques datant de 600 à 800 apr. J.-C. En Carélie du Sud, le nombre de découvertes archéologiques de cette période est plus faible., même si une habitation permanente était néanmoins présente. Lappee, en Carélie du Sud, est habitée de manière continue depuis environ 2 000 ans. En Carélie du Nord, une seule découverte archéologique de cette période a été découverte, datant du VIIIe siècle. Le nombre considérablement plus élevé de découvertes archéologiques dans ces régions entre 800 et 1050 apr. J.-C. indique que la population carélienne a augmenté et s'est développée rapidement pendant cette période. La Carélie a été mentionnée à plusieurs reprises dans les sagas vikings, et jusqu'au IXe siècle, les habitants caréliens sont mentionnés sous le nom de Kirjals et déclarés avoir des liens avec les Finnois.

### République de Novgorod

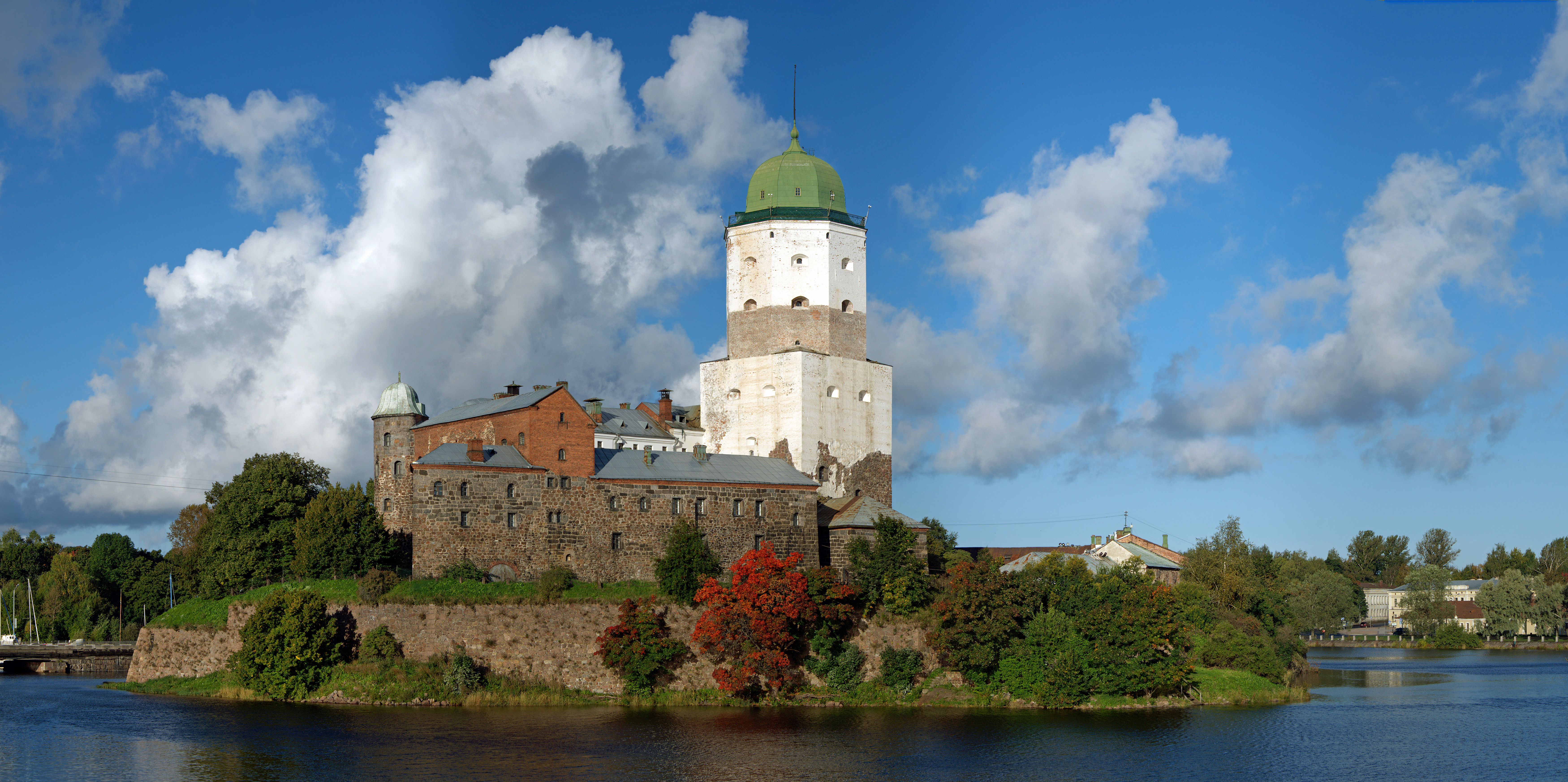
Château de Vyborg.

La colonisation russe de la Carélie a commencé vers 1100, à peu près au même moment où la forteresse de Korela était construite. Les nouvelles terres furent ensuite contestées par les Suédois et âprement disputées par la Suède et la république de Novgorod pendant les guerres suédo-novgorodiennes du XIIIe siècle. Le traité de Nöteborg (finnois : Pähkinäsaaren rauhaf) en 1323 divisa la Carélie entre les deux. La Suède a reçu la partie sud de l'isthme de Carélie et la majeure partie de la Carélie du Sud. La province suédoise de Carélie comprendrait ce territoire, ainsi que la région à l'est de la rivière Kymi. La ville portuaire de Vyborg est devenue la capitale de la nouvelle province suédoise, le fief de Vyborg existant de 1320 à 1534. Novgorod a reçu la partie nord de l'isthme de Carélie, la Carélie du Nord, la Carélie de Ladoga et la partie nord de la Carélie du Sud. Käkisalmi était le principal centre de population de cette région.

## Ère moderne et empire russe
Lappeenranta a été fondée en 1649 par la reine Christine de Suède. À cette époque, Lappeenranta était un port important pour le goudron.
Sous le règne de Pierre le Grand, la ville de Petrozavodsk a été créée, devenant un grand centre industriel et l'un des principaux fabricants de canons d'artillerie de Russie. La première manufacture fondée à Petrozavodsk fut la manufacture d'armes Alexandrovski.
Le traité de Nystad de 1721, à la suite de la Grande guerre du Nord, entre la Russie impériale et la Suède céda la majeure partie de la Carélie, en tant que gouvernorat de Vyborg, à la Russie,. Le traité d'Åbo en 1743 entre la Suède et la Russie céda ensuite la Carélie du Sud à la Russie. Après que la Finlande ait été occupée par la Russie lors de la guerre de Finlande, des parties des provinces cédées de la « Vieille Finlande » furent incorporées au Grand-Duché de Finlande, dans l'Empire russe.
Joensuu a été fondée en 1848 par le tsar Nicolas Ier de Russie. À la fin du XIXe siècle, le nombre total de villages de la Carélie d'Olonetsk dépasserait à lui seul les 600, comprenant simultanément 7 villes.
En 1906, l'Union des Caréliens de la mer Blanche (Vienan karjalaisten liito) est créée. L'objectif principal de l'Union était d'améliorer la vie des Caréliens communs et de développer en outre leur propre identité nationale. Le syndicat a été temporairement dissous en 1911 après une série de répressions menées par le gouvernement local.
En 1917, le chemin de fer de Mourmansk est construit. Cela a conduit une grande partie de l'intelligentsia à croire que le tourisme et l'immigration russes dans la région augmenteraient, conduisant à une assimilation plus poussée des Caréliens à la culture russe.

## Période soviétique

### La guerre civile russe
La plupart des habitants de Carélie du nord de la région, éloignés du reste du pays russe par les lacs et les marais, n'ont pas d'abord entendu la nouvelle de la révolution, tandis que Petrozavodsk était de nature très révolutionnaire, parce que région d'exil pour les criminels politiques à l'époque du tsar.
Après la Révolution d'Octobre, la Finlande déclare son indépendance, reconnue plus tard par le nouveau gouvernement. 
Pendant la guerre civile finlandaise, les Allemands interviennent aux côtés de la Garde blanche. 
Cela soulève des inquiétudes pour le reste des puissances de l'Entente, et comme certains officiers de la Garde blanche finlandaise traversent déjà seuls la Carélie et Kola, les Alliés craignent que les Allemands et les Finnois puissent ensemble repousser toutes les forces russes hors de Carélie, Kola et Pétersbourg. 
Les Alliés interviennent et débarquent. à Mourmansk. 
Au cours de cette intervention, les Alliés occupent la ville de Kem, où les Caréliens locaux forment une Légion de volontaires de l'armée britannique.

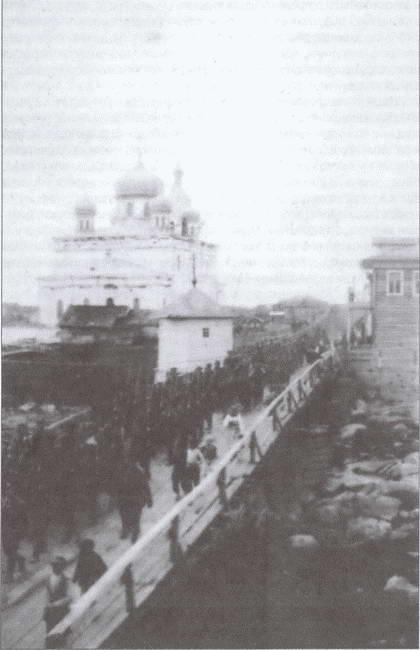
La Légion carélienne traversant le Kem.

Les alliés repoussent les Finnois et les Allemands hors des frontières russes, mais l'objectif principal de l'opération (distraire les forces allemandes) étant achevé, les corps d'intervention repartent peu de temps après. 
Cela laisse la Légion carélienne être, pendant une brève période, la seule force dans la région de Carélie du Nord, devenant ainsi les guérilleros forestiers.
L'Union des Caréliens blancs, après avoir reçu la nouvelle du droit à l'autodétermination, tente d'utiliser ce droit en créant le Comité Uhtua, mais celui-ci est réprimé par le gouvernement soviétique local et contraint de fuir en Finlande, leur demandant de l'aide. Les Finnois passent à Uhtua et déclarent la république d'Uhtua, vite abandonnée par le gouvernement finlandais en échange des territoires du gouvernement de Viipuri et de Petsamo. Les Caréliens n'organisent pas leur propre armée, et, peu de temps après, les bolcheviks occupent la ville sans résistance. 
La présence des bolcheviks dans la région signifie pour les bolcheviks une politique active, conduisant à la Prodrazverstka. 
La paysannerie locale se rebelle alors, lors du soulèvement de Carélie orientale. 
Le soulèvement de nouveau bénéficie de l'aide des Finnois, mais est quand même vaincu par l'Armée rouge.

### Commune de travail carélienne
Au cours des années de son existence, la Commune a activement éduqué la population, ouvrant des écoles et des bibliothèques conformément à la politique du Likbez. La commune a ensuite été agrandie en 1923 en transférant les posads Kolejemskaïa, Lapinskaïa, Navodnitskaïa et de nombreux autres du gouvernement d'Arkhangelsk.
En 1923, la Commune ouvrière de Carélie devient la république socialiste soviétique autonome de Carélie en raison de sa grande autonomie de facto, le gouvernement de la région gérant directement l'économie locale sans avoir à payer ses impôts au budget de l'État de la RSFSR. L'augmentation formelle de l'autonomie a d'abord reçu le veto du commissaire du peuple aux nationalités de la RSFSR, Joseph Staline, mais elle a ensuite été acceptée par le Comité central du Parti communiste de l'Union soviétique.

### République socialiste soviétique autonome de Carélie
Après que la politique du Likbez ait été mise en œuvre avec succès, la république a désormais réorienté son objectif de l'éducation du peuple vers l'expansion de la production et l'électrification de la république conformément au plan GOERLO. Les premières étapes ont été la création des usines d'abattage d'arbres Mevezegorski et de Poudoj, l'usine de papier de Kondopoga, le lancement des barrages de Kem et d'Oukhta.
De nombreux Finnois qui ont fui vers la Carélie ont été, dans le cadre des Grandes Purges, détenus et fusillés ou exilés, la population finlandaise de souche carélienne tombant à 21 %. La Carélie possède l'un des plus grands lieux de sépulture des purges staliniennes en Russie – Sandarmokh, où des milliers de victimes ont été exécutées.

### Seconde Guerre mondiale

Carte des territoires cédés, totalement ou partiellement, par la Finlande à l'Union soviétique en 1940.

Après avoir obtenu des bases dans les pays baltes à l'automne 1939 (par le moyen de traités d'assistance mutuelle), la Russie entame en octobre des négociations avec la Finlande en vue d'acquérir des avantages similaires plus la cession de la base de Hanko (à la pointe sud-ouest de la Finlande, au sud de Turku) l'échange de territoires. L'URSS veut que la Finlande cède ses îles du golfe de Finlande et les îles Åland, et fait reculer la frontière à 70 kilomètres de Léningrad, annexant l'isthme de Carélie, alors qu'elle se trouvait au niveau de Kronstadt, à 35 kilomètres de Léningrad. La préoccupation soviétique était de protéger la ville : « comme on ne peut pas déplacer Léningrad, il faut déplacer la frontière », déclarait Molotov. La nouvelle frontière serait en outre démilitarisée, alors qu'elle était fortifiée par la ligne Mannerheim. En échange, la Finlande recevrait des territoires en Carélie.
La Finlande refuse catégoriquement de se soumettre aux exigences soviétiques et l'URSS déclenche la guerre d'Hiver le 30 octobre 1939 (conformément au protocole secret du Pacte germano-soviétique).
Par le traité de Moscou du 12 mars 1940, suivant l'armistice, la Finlande cède à la Russie l'isthme de Carélie (Vyborg ou Viipuri, étant à l'époque la deuxième ville finlandaise) et, à bail pour trente ans, la presqu'île de Hanko.
Le 1er avril 1940, le pouvoir soviétique instaure alors sur ces territoires la République socialiste soviétique carélo-finnoise qui devient une république socialiste soviétique fédérée de l'URSS.
Au moment de l’opération Barbarossa, la Finlande, sans contracter d'alliance avec l’Allemagne, déclenche la « guerre de Continuation » afin de récupérer les territoires qu'elle a perdus en 1940.
Cependant, elle ne participe ni au blocus de Léningrad, ni aux bombardements de la voie ferrée de Mourmansk, mais en revanche, elle occupe une large bande de terre en avant de ses frontières, en particulier sur toute la Carélie jusqu'au lac Onega.
Face au retournement de la situation militaire, la Finlande signe un armistice le 19 septembre 1944 : l'URSS récupère les territoires que la Finlande lui avait cédés par le traité du 12 mars 1940 ; de plus, la Finlande doit immédiatement payer 300 millions de dollars à l'URSS en nature (bois et produits dérivés, constructions navales, fabrications métallurgiques et mécaniques). Cependant dans le cadre de la répartition des territoires au sein de l'URSS, la République soviétique carélo-finnoise perd l'isthme de Carélie qui est rattaché à l'oblast de Léningrad.
Le 16 juillet 1956, la République socialiste soviétique carélo-finnoise, qui était alors la 16e république fédérée de l'URSS, perd son statut et est intégrée à la république socialiste fédérative soviétique de Russie (RSFSR) en tant que république socialiste soviétique autonome de la RSFSR.
Le 13 novembre 1991, la république de Carélie remplace la RSSA carélo-finnoise peu de temps avant la disparition de l'Union soviétique.

### Après la Seconde Guerre mondiale
À la suite du traité de paix, la RSSA de Carélie a été incorporée à la RSS carélo-finlandaise de 1941 à 1956, après quoi elle est redevenue une RSSA. La Carélie était la seule république soviétique qui a été « rétrogradée » d'une RSS à une RSSA au sein de la RSFS de Russie. Contrairement aux républiques autonomes, les républiques soviétiques avaient le droit constitutionnel de faire sécession. La crainte possible d'une sécession, ainsi que la majorité ethnique russe en Carélie, pourraient avoir entraîné sa « rétrogradation ».

## Depuis la fin de l'URSS
Avec l'effondrement de l'URSS en 1991, l'ASSR a été réorganisée en république de Carélie, sujet de la Fédération de Russie.
La partie du gouvernement de Viipuri qui est restée en Finlande a existé sous le nom de province de Kymi de 1945 à 1997. La partie orientale de cette province est aujourd'hui la région de la Carélie du Sud, tandis que la partie occidentale fait partie de région de la Vallée de la Kymi (Kymenlaakso).